# Tiroler Tageszeitung
 (mars 2023).
Si vous disposez d'ouvrages ou d'articles de référence ou si vous connaissez des sites web de qualité traitant du thème abordé ici, merci de compléter l'article en donnant les références utiles à sa vérifiabilité et en les liant à la section « Notes et références ».
Le Tiroler Tageszeitung (TT) est le plus grand quotidien régional dans la province autrichienne du Tyrol. Il paraît en huit éditions locales : Schwaz, Reutte, District de Lienz, Landeck, Kitzbühel, Kufstein, Imst et Innsbruck. Selon le Österreichische Auflagenkontrolle (de), son tirage est d'environ 110 000 exemplaires au total, dont environ 90 000 sont vendus chaque jour.

## Histoire
Le Tiroler Tageszeitung a été créé par les Américains pour succéder à Innsbrucker Nachrichten puis géré par les forces d'occupation française dès le 10 juillet qui compose la rédaction de journalistes autrichiens qui n'ont pas collaboré avec le régime nazi. Le premier rédacteur en chef est Dr. Anton Klotz qui a passé trois années à Buchenwald pour des actes de résistance ; il dirigera le journal jusqu'à sa mort en 1950. Le journal devait participer, par le choix de ses articles, à la dénazification de la population, enseigner une éthique démocratique et informer sur les développements politiques, économiques et culturels qui ont eu lieu durant la guerre dans le monde.

## Audience
Dans le Tyrol, Tiroler Tageszeitung compte 336 000 lecteurs (59,5 % de la population). Selon l'Österreichische Media-Analyse (de), en 2007, le journal a 304 000 lecteurs à travers l'Autriche, atteignant 4,4 % des Autrichiens âgés de plus de 14 ans. Le Tageszeitung Tiroler est une coopérative de l'Austria Presse Agentur et une propriété de Moser Holding (de).

## Source, notes et références
- (de) Cet article est partiellement ou en totalité issu de l’article de Wikipédia en allemand intitulé « Tiroler Tageszeitung » (voir la liste des auteurs).